# Anticatastase
L’anticatastase (substantif féminin) est une figure de style qui consiste à décrire, par ironie ou par euphémisme, une situation diamétralement opposée à la situation réelle (définition proposée par Henri Morier),. Ce terme est rarement utilisé.
L’anticatastase est proche de l'antiphrase, qui consiste à employer un mot ou une expression dans le sens contraire de son sens habituel.

## Exemples
Dans Candide (chapitre 3), de Voltaire, la guerre est présentée sous un jour faussement élogieux qui laisse entendre qu'il s'agit du contraire : 

« Rien n’était si beau, si leste, si brillant, si bien ordonné que les deux armées. Les trompettes, les fifres, les hautbois, les tambours, les canons, formaient une harmonie telle qu’il n’y en eut jamais en enfer. Les canons renversèrent d’abord à peu près six mille hommes de chaque côté ; ensuite la mousqueterie ôta du meilleur des mondes environ neuf à dix mille coquins qui en infectaient la surface […]. »

À l'Assemblée nationale, le 28 novembre 2022, le député socialiste Arthur Delaporte interpelle Élisabeth Borne : 

« Décidément, madame la Première ministre, vous avez l’art de l’anticatastase – et à en croire votre air étonné, vous m’avez compris. »

## Synonymes
- Euphémisme
- Litote
- Ironie
- Antithèse
- Antiphrase